# Palau de Livàdia
|  | Per a altres significats, vegeu «Livàdia». |

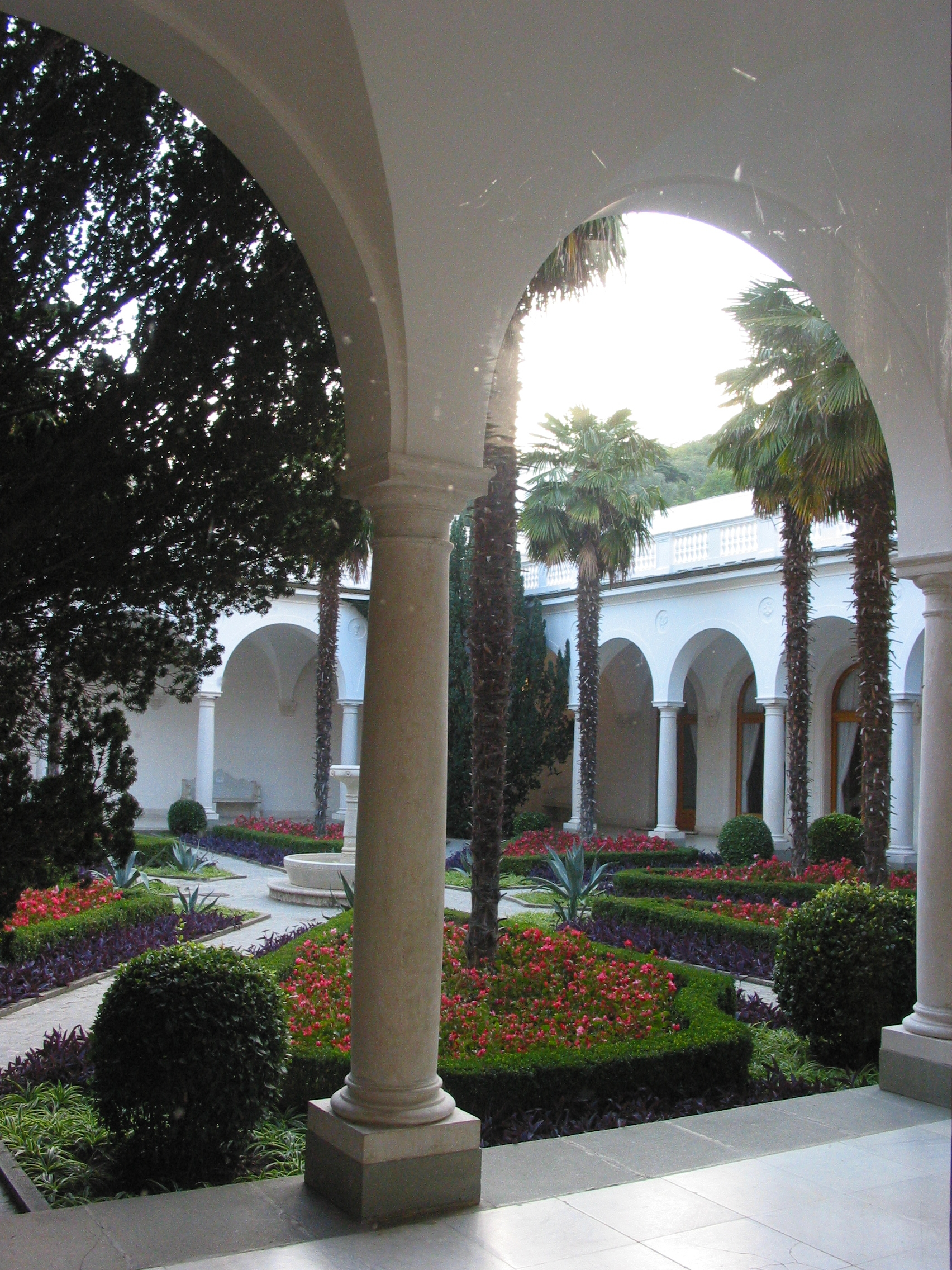
Pati italià del palau de Livàdia.

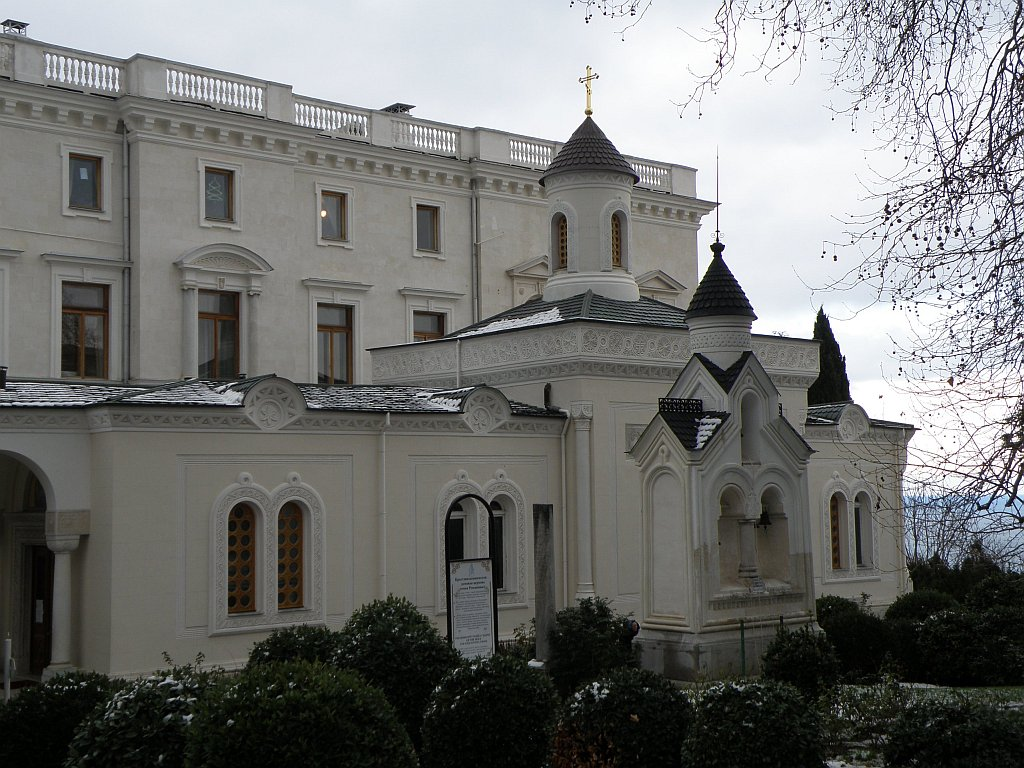
La capella del palau

El Palau de Livàdia (en ucraïnès Лівадійський палац, en rus Ливадийский дворец, en tàtar de Crimea Livadiya Sarayi), va ser un lloc d'estiueig de l'últim tsar de Rússia, Nicolau II, i la seva família a Livadiya, Crimea al sud d'Ucraïna. La Conferència de Ialta es va celebrar allà el 1945, quan al palau es van ubicar els apartaments de Franklin Delano Roosevelt i d'altres membres de la delegació nord-americana. Avui en dia el palau hi ha un museu, però de vegades és utilitzat per les autoritats ucraïneses per tal de celebrar-hi cimeres internacionals.

## Història de la construcció
Anteriorment de Lambros Katsonis i després una possessió de la família Potocki, la propietat es va convertir en Livadia una residència d'estiu de la família imperial russa a la dècada de 1860, quan l'arquitecte Hipòlit Monighetti va construir un gran palau, un petit palau i una església. La residència era freqüentada per Alexandre II de Rússia, mentre que el seu successor, Alexandre III va morir al palau més petit. Potser fou per aquest últim fet que el seu fill, Nicolau II, va fer enderrocar tots dos palaus per reemplaçar-los per una nova estructura més àmplia.
El 1909, Nicolau i la seva esposa van viatjar a Itàlia, on van ser captivats pels palaus renaixentistes, mostrats per Víctor Manuel III d'Itàlia. En tornar, van confinar el projecte a Nikolai Krasnov, un arquitecte de moda reisdent a Ialta, responsable de les residències del Gran Ducat de Koreiz, per preparar el projecte per a un nou palau imperial. El tsar testifica que el disseny es va discutir molt amb la família imperial, es va decidir que les quatre façanes del palau haurien de ser diferents. Les obres de construcció es van prolongar durant disset mesos, el nou palau va ser inaugurat l'11 de setembre de 1911. La Gran Duquessa Olga va celebrar el seu 16è aniversari al palau de Livàdia.
Després de la Revolució Russa de 1917, el palau es va utilitzar com una institució mental, i ara serveix com a museu d'Ucraïna. La majoria dels artefactes històrics s'han perdut, però tot el que s'ha recuperat pot ser vist per un mòdic preu.

## Arquitectura
El palau de Livàdia es construí amb granit blanc de Crimea a l'estil neorenaixement. L'edifici disposa d'un pòrtic d'arcs de marbre de Carrara, un ampli pati àrab, un pati italià, una torre florentina, un balcó-mirador i els cellers de múltiples gots amb jaspi. Una galeria uneix el palau amb una església neobizantina de l'Exaltació de la Creu, construïda per Monighetti el 1866.
El palau conté 116 habitacions, amb interiors decorats en diferents estils. Hi ha un vestíbul Pompeia, una sala de billar Anglès, una sala menjador d'estil neobarroc, i un estudi de fusta d'auró, que va provocar l'admiració particular de Nicolau II.